# Сировари
Сировари — у југоисточној Србији маскирана обредна поворка, врста — коледара, која обилази домаћинства у селу уочи Нове године. Назив обреда је везан са сличним називима новогодишњих опхода, која су обављана у македонским и бугарским крајевима (сурвакане). У јужној Србији изразом мкд. Сурва, буг. Сурва, Сурава, родоп. Сурвак, означаван је празник Св. Василија.
По правилу, у поворци сировари, коју је чинила трупа маскираних момака, ишли су „невеста“ (ташка, баба), „младожења“ и други свадбени актери (староко, свекрва, сватови). Kao и у другим маскираним поворкама које су имитирале свадбу, „невеста“ је носила „дете“, направлено од коретикве или дрвета, а сама игра била је праћена еротским елементима (нпр. у Пчињи су бабе покушавале да уштину „невесту“). Учесници поворке носе звона, штапове и праве велику буку, како би тиме отерали нечисту силу (караконџуле), која је била нарочито активна у периоду некрштених дана и, како се сматрало, тада могла да нашкоди људима, стоци, усевима. У околини Врања број сировари обавезно је био непаран (седам, девет, 11); у противном, како се веровало, неко из поворке ће умрети у току наступајуће године. Сировари су снажно узвикивали: „Сирово-бурово!“ или „Сирово!“, док су из куће одговарали „Борово!“ (Бујановац). Затим би следила устаљена благосиљања за богатство куће, плодност стоке, родност поља, као и домаћиново даривање сировара (давали су им месо, ракију, брашно, шећер). Ако укућани не отворе врата, сировари узвикују клетве, нпр. „Никад ти се неће отворит' кућа!“ (Јабланица, Пчиња) или „Сирово-борово и све по купи ћораво!“ (Бујановац). У лесковачком крају за сироваре би раније припремили посебан хлеб — сироварски кравај.